# 마야와 3인의 용사
마야와 3인의 용사(스페인어 Maya y los tres)는 호르헤 구티에레스가 제작하고 탄젠트 애니메이션이 제작한 멕시코의 애니메이션이다. 2021년 10월 22일 넷플릭스에서 9화로 방영되었다.